# 예병태
예병태(1958년 ~ )는 쌍용자동차의 대표이사 사장을 역임 했던 대한민국의 전 기업인이다.

## 학력
- 동래고등학교
- 부산대학교 무역학과 학사

## 경력
- 현대자동차 前 상용사업본부장 부사장
- 쌍용자동차(현 KG모빌리티) 前 대표이사 사장